# مطار إفرايم غبرالتار
مطار إفرايم غبرالتار Ephraim–Gibraltar Airport هو مطار جوي مدني يبعد 2 كيلومتر جنوب غرب قرية إفرايم في مقاطعة دور في ولاية ويسكونسن في الولايات المتحدة الأمريكية، وكذلك مدينة غبرالتار.
كان اسمه السابق «مطار إفرايم فيش كريك».  
وهو مدرج في إدارة الطيران المدني الفدرالية والخطة الوطنية لأنظمة المطارات الموحدة للفترة من 2019 إلى 2023، والتي يصنف فيها بأنه «منشأة طيران عامة محلية».

## المنشأة والمعدات
تبلغ مساحة المطار 239 آكر، ويرتفع 236 متر فوق مستوى سطح البحر. وبه مدرجان للهبوط.